# Mambe
Mambe (lat. Dendroaspis) su rod zmija iz porodice guja. Njihovo latinsko ime u prijevodu znači doslovno drvna zmija.

## Rasprostranjenost
Mambe žive isključivo u Africi, gdje nastanjuju napuštene jame u zemlji ili brežuljke kamenja.

## Prehrana
Ove zmije love danju. Lovina su im mali sisavci, ptice, žabe koje žive na drveću i gušteri. Često se hrane i drugim zmijama

## Otrov
Mambe uglavnom, nakon prvog ugriza, napadaju još nekoliko puta. Njihov vrlo djelotvoran otrov sadrži prvenstveno različite nervne otrove.
Bez korištenja protuotrova, ugriz jedne od mambi za čovjeka je u pravilu smrtonosan. No najopasnije je, ako neka od mambi ugrizom ubaci svoj otrov u jednu od glavnih krvnih žila. Tada za terapiju ostaje samo nekoliko minuta vremena.

## Različite vrste
Crna mamba (Dendroaspis polylepis) nije dobila ime po boji tijela. Tijelo joj je sive ili smeđe boje.  Ime je dobila po gotovo sasvim crnoj usnoj šupljini. Veličinom koja može biti i veća od 4 metra, to je najveća otrovnica na svijetu. Kao teritorijalna životinja, ona lovi uglavnom u okolini svog legla. No, brzinom koju može postići u lovu od oko 20 km/h, to je i najbrža zmija na svijetu. U slučaju opasnosti, ona će pokušati pobjeći. No kad je ugrožena, vrlo brzo postaje vrlo agresivna. Ugrizom izbacuje oko 100 miligrama svog smrtonosnog otrova - to je oko deseterostruko više od smrtonosne količine za odraslog čovjeka (10-15 miligrama). Žrtva se uguši jer otrov paralizira dišne mišiće. Druga vrsta je zelena mamba koja je također jako otrovna i zelene je boje.

## Vanjske poveznice

### Ostali projekti
|  | Wikivrste imaju podatke o taksonu Dendroaspis |